# Röklin

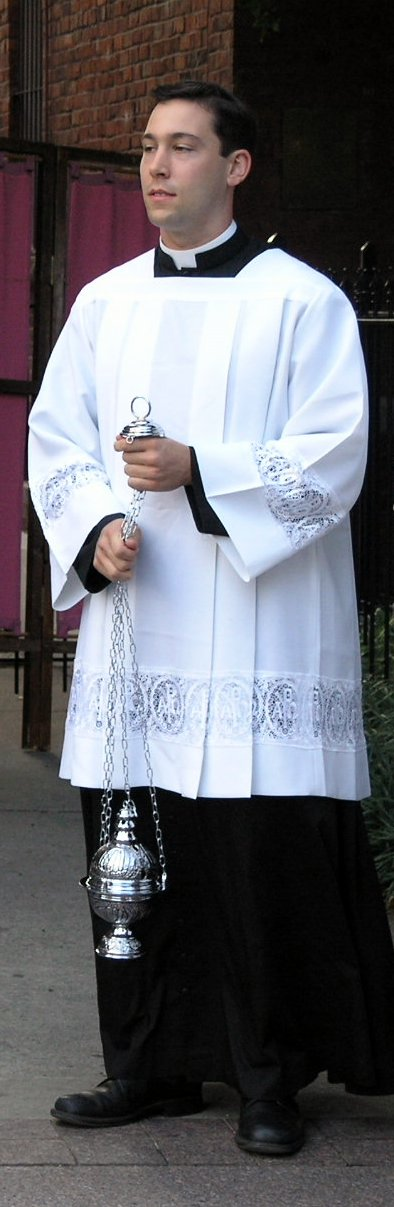
Ministrant iförd röklin och med ett rökelsekar

Röklin eller röcklin (diminutiv av rock, det vill säga liten rock) är en vid liturgisk överklädnad av vitt bomullstyg, eller andra blandmaterial med långa vida ärmar. 

## I romerska kyrkan
I romersk-katolska kyrkans latinska rit är röklingen knälångt och har i övrigt framför allt två utföranden: 
1. den romerska cottan, som utmärks av sin kvadratiska utskärning för att möjliggöra huvudets passage vid iklädningen;
2. det i bland annat Frankrike och Tyskland vanliga röklinet, vilket saknar utskärning och därför är uppskuret framtill. Den romerska cottan uppvisar inte sällan något kortare ärmar än övriga röklin. Röklin kan förses med spets. I många franska stift pryddes röklinen istället med ett stort antal konstnärligt anlagda, stärkta, parallella veck.

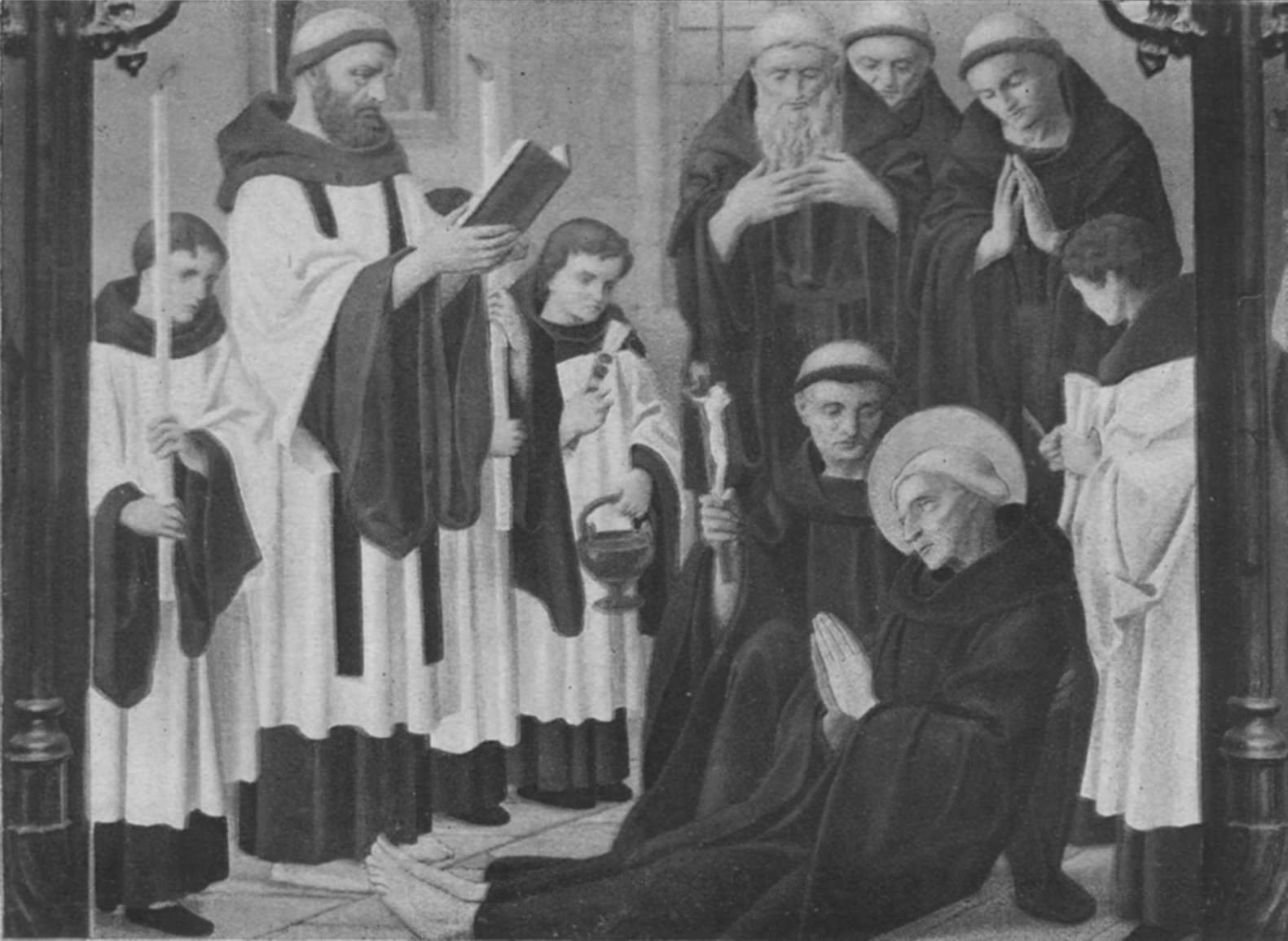
Beda venerabilis' död med präster i iförda röcklin.

Röklinet utgör jämte kaftanen och birettan de huvudsakliga inslagen i den romersk-katolske sekularprästens kordräkt. Härjämte utgör röklinet tillsammans med stolan det vanliga överplagget vid romersk-katolsk sakramentsförvaltning inom den latinska riten. Undantagen är mässan, vilken förrättas i särskilda mässkläder.
Synnerligt märkvärdiga var den sorts romerska cottor som fram till Paulus VI förfärdigades av griccia.
Röklinet skall inte förväxlas med rochetten, vars ärmar undantagslöst är trånga och vars funktion och innebörd är av annan art.

## Hos lutheraner och anglikaner

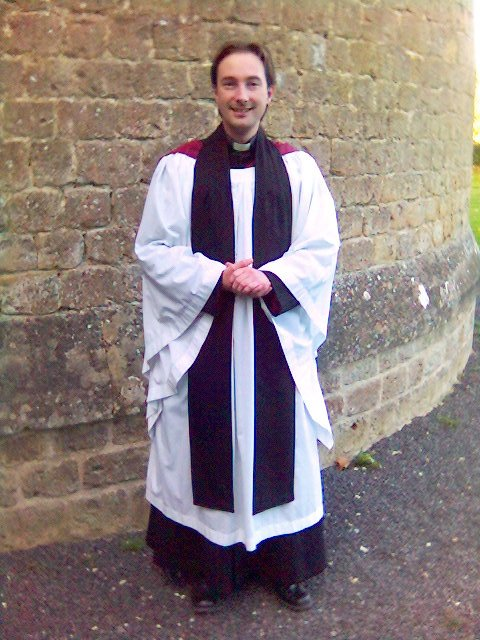
En anglikansk präst iförd kaftan, röklin, och stola

I anglikanska kyrkan och i Svenska kyrkan är röklinet hellångt och halssringningen cirkelformad. Röklinet bärs utan skärp (cingulum). Bärs stola ovanpå, hänger denna rakt ned och korsas således inte som ovanpå alban.
I Svenska kyrkan bärs röklinet under de kyrkliga handlingarna, det vill säga gudstjänstfirande som inte är mässa; såsom dop, konfirmation, vigsel, bikt och begravning.